# 손경호
손경호(1966년 3월 10일 ~ )는 빙그레 이글스에서 뛰었던 전 야구 선수다. 현재 대구고등학교 감독을 맡고 있다. 선수 시절 통산 성적은 3타수 1안타다.

## 출신 학교
- 경상중학교
- 대구고등학교
- 계명대학교

## 같이 보기
- 빙그레 이글스 연도별 선수 명단